# إدسون كيروش
إدسون كيروش (بالبرتغالية: Edson Queiroz‏) هو رائد أعمال برازيلي، ولد في 12 أبريل 1925 في Cascavel, Ceará ‏ في البرازيل، وتوفي في 8 يونيو 1982 في Pacatuba, Ceará ‏ في البرازيل.